# Рутченкове
Ру́тченкове — вузлова залізнична станція Донецької дирекції Донецької залізниці на перетині двох ліній Волноваха — Донецьк та Покровськ — Рутченкове між станціями Мандрикине (5 км), Донецьк (10 км) та Красногорівка (16 км).

## Загальні відомості
Розташована в Кіровському районі Донецька (селище Рутченкове, вул. Залізнична). Вузловий пункт залізниць: Донецький, Волноваський і Курахівський (з середини 1990-х не функціонує) напрямки. 
Від Рутченкового відгалужується пасажирсько-вантажна гілка на Покровськ та вантажна гілка на шахту імені О. О. Скочинського. Біля станції знаходиться кінцева зупинка трамвайних маршрутів № 8, 16 та проходять автобусні маршрути № 66, 78.
На станції до 2014 року зупинялися пасажирські поїзди, електропоїзди сполученням Маріуполь — Ясинувата та Іловайськ — Красноармійськ (нині — Покровськ), проте, через бойові дії на Сході України, транспортне сполучення нині припинене.

## Історія
Заснування станції Рутченкове пов'язують із закладкою в середині — другій половині XIX століття кустарних і капітальних шахт в районі Курахівки і сучасного Рутченкового, а також будівництвом у 1872 році Костянтинівської залізниці (Костянтинівка — Оленівка). Принаймні, у радянських довідниках датою заснування станції Руднична вказано 1872 рік. Але слід зауважити, що станції Руднична (так до 1903 року називався роздільний пункт Рутченкове) не було серед перших на відкритій, — дійсно, — у 1872 році, Костянтинівській залізниці.
Станом на 1877—1878 роки, на Костянтинівській залізниці в межах сучасного Донецька наявні станції Олександрівка (Юзове — сучасна станція Донецьк) та Михайлівка (Мандрикине). Саме на них і зупинявся товарно-пасажирський поїзд № 1/2 сполученням Костянтинівка — Оленівка. Станція Руднична вперше згадується саме за цей період у путівнику В. Ландцерта, і вказана як «полустанок» без пасажирського сполучення. Як пасажирський зупинний пункт Руднична з'являється лише у першій половині 1880-х років XIX століття, тобто після приєднання Костянтинівської гілки до Донецької (кам'яновугільної) залізниці. Станом на 1884 рік на станції Руднична зупинялися товарно-пасажирські поїзди № 3/4 Луганськ — Маріуполь з вагонами 1—3-го класу: об 11:30 — на Луганськ, о 17:00 — на Маріуполь.
Перші поїзди Костянтинівської залізниці розпочали рух у напрямку Рудничної без зупинки, роздільний пункт існував виключно для вантажної роботи. Щодо останньої, перші відомості про навантаження вугілля по Рудничній датовані 1876 роком. У 1876 році по Рудничній було навантажено перші 325 тис. пудів, у 1877 році — 1,2 млн пудів, у 1878 році — майже 2,4 млн пудів вугілля. Отже, не зважаючи на те, що перші відомості про видобуток вугілля поблизу напівстанції, на землі поміщика М. Рутченка (ім'я якого носить сучасна назва станції), датовані початком 1860-х років XIX століття, у 1872—1875 роках прямої потреби в роздільному пункті Руднична не було. До кінця 1870-х років видобуток тут носив кустарний характер і паливо споживалося на місці.
У 1872 році французьке Гірничопромислове товариство на півдні Росії зацікавилося надрами Курахівки (сучасне село Зоряне Покровського району) і Рутченкового. Кустарний вуглевидобуток у Курахівці існував із 1830-х років XIX століття, а у 1860-х роках тут видобував вугілля тамтешній землевласник М. Шабельський. У 1874 році були остаточно вирішені земельні питання, і фактичним власником Курахівки (1976 десятин) і Рутченкового (2500 десятин землі) стало Гірничопромислове товариство. Останнє розпочало роботи із закладки потужного рудника, який не міг існувати без відповідних під'їзних колій. Через надмірні тарифи на гужову доставку та її малу продуктивність на початку 1875 року припинилося відвантаження вугілля від імені Гірничопромислового товариства по Костянтинівській залізниці.
Впродовж 1874—1875 років розпочалося будівництво системи ширококолійних під'їзних колій завдожки 32 верст до своїх копалень від нового роздільного пункту «між Олександрівкою і Михайлівкою» (тобто, між сучасними станціями Донецьк і Мандрикине). Найбільш протяжною дільницею так званої «Рутченківсько-Курахівської залізниці» була Курахівська гілка, — 24 версти. Попередньо передбачалося завершення будівництва Курахівської ділянки у травні 1875 року, але в реальності залізниця ступила до ладу у червні 1876 року. Уздовж залізниці було обладнано телеграфну лінію (окрема телеграфна лінія товариства йшла в напрямі Маріуполя), по Курахівці обладнано паровозне депо і майстерні товариства. Саме тоді розпочалося відвантаження вугілля по станції Руднична.
Після відкриття Курахівська ділянка функціонувала не більше 5 місяців, забезпечивши відправку не більше 3 маршрутних відправок вугілля. На Курахівському руднику розпочалися перебої із вуглевидобутком, а на зовнішньому ринку — проблеми зі збутом вугілля з Курахівки. У 1878 році товариство відмовляється від Курахівки, консервує рудник і закриває рух Курахівською ділянкою під'їзної колії. Після 1882 року Курахівську ділянку було демонтовано, за винятком 300 метрів колії, що примикало до станції Руднична. Але сама станція, а також шахти біля неї, що знаходилися значно ближче, аніж Курахівка, залишилися. Саме завдяки цим шахтам Гірничопромисловому товариству на півдні Росії вдалося уникнути банкрутства, і станом на 1879 рік Рутченківські шахти товариства своєю видобувною здатністю повністю перекрили закритий Курахівський рудник (4 млн пудів по Рутченковому проти неповних 2 млн пудів на рік — по Курахівці).
Відкриття станції Рутченкове не пов'язане із діями місцевих землевласників — братів Рутченків, тому перша її назва — на честь шахт взагалі, для обслуговування яких Гірничопромислове товариство на півдні Росії й лобіювало будівництво станції. Лише після викупу шахт Гірничопромислового товариства на півдні Росії Рутченківським гірничопромисловим товариством (1898 рік), у 1903 році, станція отримала ім'я землевласників.
Станом на 1907 рік станція Рутченкове відправила 44,1 млн пудів вантажів малої швидкості, в тому числі: вугілля — 42,7 млн пудів, ліс — 57 тис. пудів, жито — 42 тис. пудів, ячмінь — 33 тис. пудів, дрова — 10 тис. пудів, борошно — 1 тис. пудів. Прибуття вантажів відповідної категорії по станції Рутченкове в 1907 році становило 3,56 млн пудів, в тому числі: дрова — 1,1 млн пудів, ліс — 305 тис. пудів, вугілля — 270 тис. пудів, борошно — 113 тис. пудів, овес — 51 тис. пудів, ячмінь — 28 тис. пудів, нафта — 17 тис. пудів, гас — 10 тис. пудів, сіль — 9 тис. пудів. Для порівняння: у 1913 році станція Рутченкове відправила 69,5 млн пудів, а прийняла — 5,40 млн пудів вантажів малої швидкості. Якщо ж брати вантажообіг станції в цілому, в 1913 році він становив майже 76 млн пудів: тоді станція Рутченкове відвантажила 70,3 млн пудів, прийняла 5,56 млн пудів і перевантажила 62,1 тис. пудів різних вантажів. У 1917 році добове відвантаження по станції сягало 300 вагонів (180 тис. пудів), з яких формувалися поїзди за призначенням.
1917 року станція Рутченкове мала такі під'їзні колії: Чулковського товариства (5,5 верст), Рутченківського товариства, Лідієвського рудника Південно-Російського Дніпровського металургійного товариства (7 верст), товариства «Російський Провіданс», Іванівська гілка (8 верст), Олексіївська гілка, колії Брянського товариства, гілка шамотного заводу «Керамік» франко-російського Красногорівського товариства (16 верст). Станція працювала з видачі вантажів на гілки приватного користування і в нічний час. Крім того, в 1914—1916 роках велися дослідження окремої Рутченківської пасажирської залізничної гілки до села Григорівка (район заводу Боссе), оскільки існуюча Іванівська гілка була перевантажена товарними складами, і до того ж мала статус колії приватного користування. Проєкт було затверджено, але внаслідок подій 1917—1921 років — не реалізовано.
Стосовно гілки заводу «Керамік»: вона була збудована у 1911 році Красногорівським товариством від власного заводу до станції Рутченкове. Фактично гілка пройшла уздовж закритої та демонтованої Курахівської ділянки Рутченківсько-Курахівської залізниці. Станом на 1917 рік, завод вказаного товариства відправляв на станцію Рутченкове до 10 вагонів шамотної цегли на добу. В 1913—1914 роках гілка перейшла у власність держави, її було включено до залізниці Рутченове — Гришине і Північних Гришинських колій, які будувалися у 1914—1918 роках.
Будівництво було урочисто відкрито комісією Катерининської залізниці на чолі із її тодішнім начальником К. М. Ваніфантьєвим, — члени комісії 29 квітня 1914 року поїздом прибули на станцію Рутченкове, де пересіли на автомобілі, і за два дні об'їхали усі ключові об'єкти новобудови від Рутченкового до Добропілля. Поруч із заводом було зведено станцію Максимилянівка (Красногорівка). Уздовж нової залізниці почали будуватися нові промислові підприємства, особливо — шахти. Тимчасовий вантажний рух на ділянці Рутченкове — Красногорівка — Роя було відкрито протягом листопада 1915 року. Регулярний вантажний і пасажирський рух від Рутченкового до Гришиного було відкрито в січні 1917 року. Перетворення лінійної станції Рутченкове на вузлову відкривало перспективу подальшого збільшення обсягів вантажного і пасажирського руху в Західному Донбасі.
Станом на 1917 рік колійний розвиток станції Рутченкове включав у себе більше 20 колій загальною протяжністю 9,7 верст, у тому числі 7 тупиків, біля котрих було облаштовано 17 орендованих ділянок, прирейкові склади, спорудження і пристосування для вантажних операцій. Слід зазначити такі складські приміщення і споруди: 2 пакгаузи (в тому числі 1 — для вантажів великої швидкості) загальною площею більше 46 кв. сажнів, 4 відкриті платформи (в тому числі 1 — для навалки вантажів, 1 — «скотиняча») площею більше 63 сажнів², 2 хлібні склади на 37,5 тис. пудів і 2 склади для інших вантажів на 100 тис. пудів. Під'їзні колії Брянського, Південно-Російського Дніпровського металургійного і Рутченківського товариств примикали по станції Рутченкове окремими парками, парк останнього товариства було обладнано вугільною естакадою. Для здійснення вантажних операцій по станції було обладнано вагонні ваги системи Ж.Блока підйомною силою 2,5 млн пудів.
Загальну стійку тенденцію до збільшення мав і пасажирообіг станції. Станом на 1913 рік по станції Рутченкове було реалізовано 33,8 тис. квитків, на 1914 рік — 41,8 тис. квитків. На станції була зведена пасажирська будівля площею 52,67 кв. сажнів, перон протяжністю 62 сажні, а також 2 проміжні пасажирські платформи по 39 сажнів кожна. В зоні тяжіння до станції (територія сучасного Кіровського району Донецька і смт Старомихайлівка) тоді проживало близько 20 тис. чоловік. Загальна площа відомчого житла залізничників у Рутченковому становила 215,4 сажнів². Станом на травень 1917 року на ділянці Маріуполь — Ясинувата курсували 4 пари поїздів далекого прямування (2 — пасажирські з вагонами I—III класу, 1 — поштові з вагонами I—III класу, 1 — товаро-пасажирські з вагонами IV класу), на ділянці Рутченкове — Гришине — 1 пара поїздів у місцевому сполученні (пасажирські із вагонами II—IV класу). У складі пасажирських поїздів № 9/10 були вагони безпересадкового сполучення до Ростова (I—II класу), Катеринослава (I—II класу), Костянтинівки (II—III класу), Харкова (I—II класу), у складі пасажирського № 7/8 та поштового поїзда № 3/4 — до Зверєвого (I—III класу, кінцевий пункт — вузлова станція ходу Воронеж — Ростов).
Станом на 1916 рік штат працівників станції Рутченкове складався з 62 осіб, із них: 1 — начальник станції, 3 — помічники начальника, 6 — конторники, 9 — сигналісти, 4 — сторожі, 4 — складачі, 5 — зчіплювачі, 18 — стрілочники, 2 — касири, 1 — помічник касира, 3 — переписувачі вагонів, 4 — вагарі, 2 — пломбувальники.

## Відома особа
- Задорожній Анатолій Маркович (нар. 1937 р.) — педагог, краєзнавець.

## Галерея

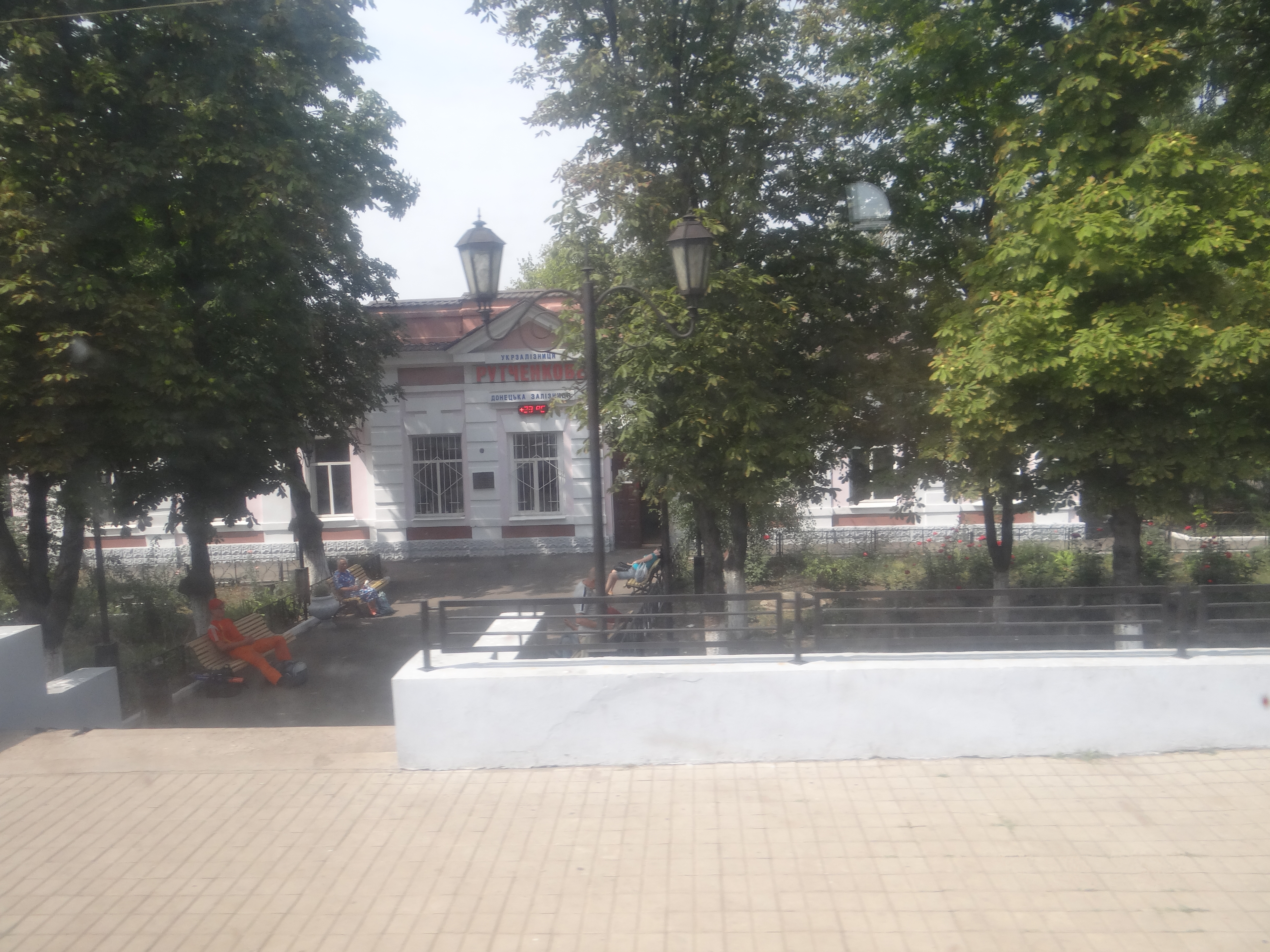
Вокзал станції Рутченкове
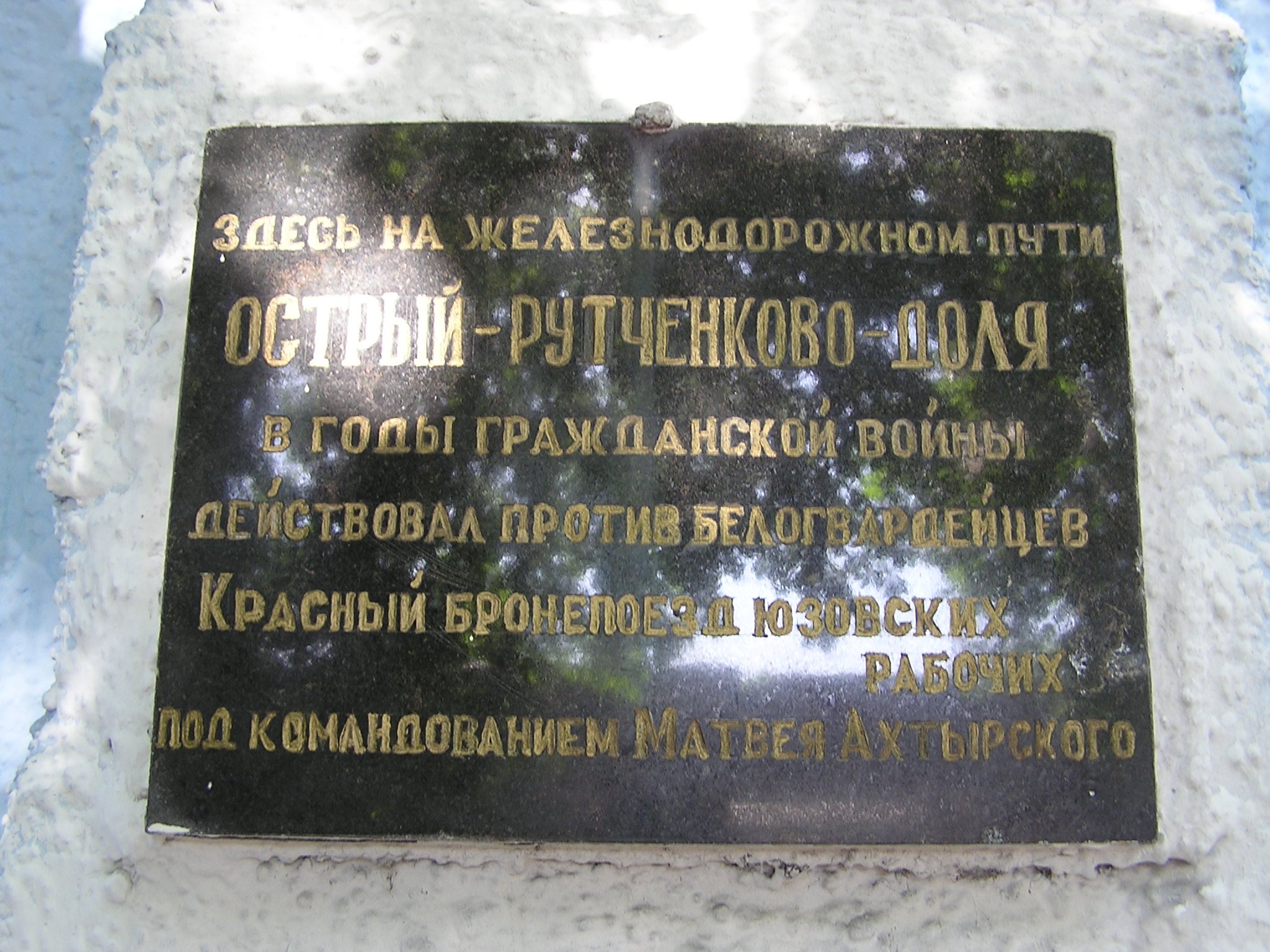
Меморіальна дошка на фасаді вокзалу
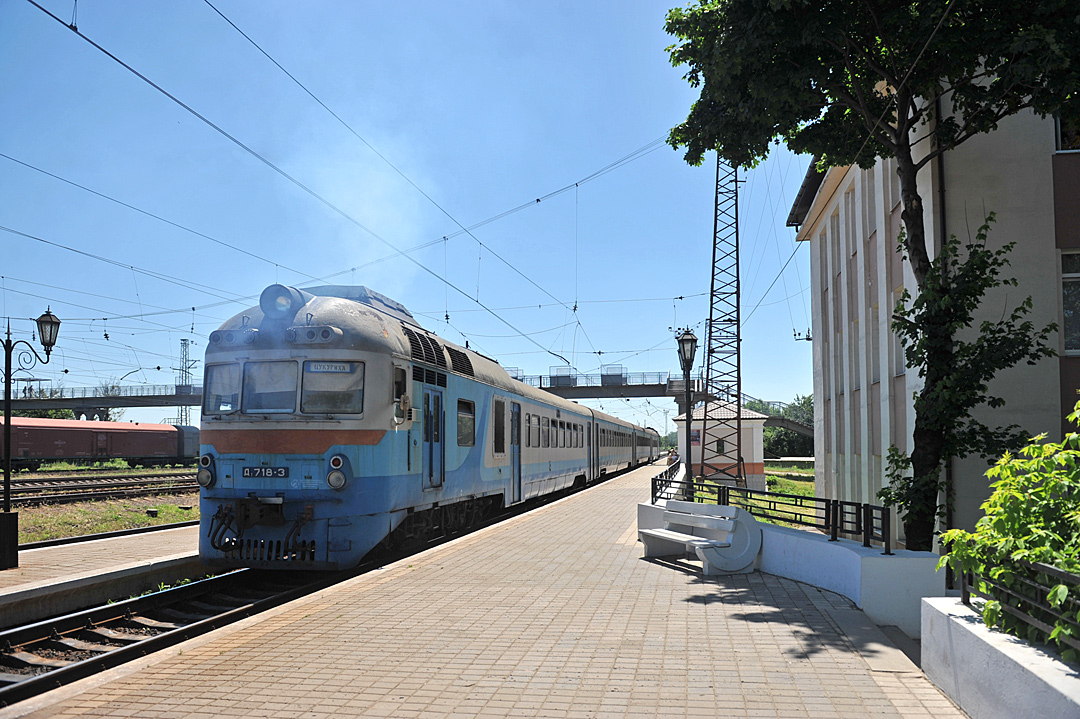
Дизель-поїзд до станції Цукуриха